# Catherine McCord
Catherine McCord (10 de mayo de 1974) es una exmodelo, actriz y presentadora de televisión estadounidense. Es la fundadora de Weelicious, una página web dedicada a los padres para que expongan a sus hijos a comida casera. También es fundadora de One Potato, un servicio de entrega de comida orgánica, centrado en las necesidades de una familia, y autora de los libros de cocina Weelicious: One Family. One Meal. y Weelicious Lunches: Think Outside the Lunchbox.
McCord aparece con frecuencia en Guy's Grocery Games y ha hecho apariciones en Next Food Network Star, Duff Till Dawn y Dos Hombres y medio.